# Geehi Dam
Geehi Dam är en dammbyggnad i Australien. Den ligger i kommunen Tumbarumba och delstaten New South Wales, i den sydöstra delen av landet, omkring 380 kilometer sydväst om delstatshuvudstaden Sydney. Den ligger vid sjön Geehi Reservoir.
Runt Geehi Dam är det mycket glesbefolkat, med 2 invånare per kvadratkilometer.. Närmaste större samhälle är Khancoban, omkring 19 kilometer nordväst om Geehi Dam. 
I omgivningarna runt Geehi Dam växer i huvudsak städsegrön lövskog. Genomsnittlig årsnederbörd är 1 573 millimeter. Den regnigaste månaden är juni, med i genomsnitt 190 mm nederbörd, och den torraste är november, med 84 mm nederbörd.